# Вигано Сан Мартино
Вигано Сан Мартино (итал. Vigano San Martino) је насеље у Италији у округу Бергамо, региону Ломбардија.
Према процени из 2011. у насељу је живело 1004 становника. Насеље се налази на надморској висини од 335 м.

## Становништво
| 1931. | 1936. | 1951. | 1961. | 1971. | 1981. | 1991. | 2001. | 2011. |
| ----- | ----- | ----- | ----- | ----- | ----- | ----- | ----- | ----- |
| 620   | 825   | 809   | 800   | 857   | 936   | 926   | 989   | 1.252 |